# Dušan Tadić
Dušan Tadić (Bačka Topola, 20. studenoga 1988.) srbijanski je nogometaš koji igra na poziciji napadača, a također može igrati i na poziciji napadačkog veznog. Trenutačno igra za Al Wahdu iz UAE-a.
Nakon što je bio član omladinske škole Vojvodine, 2006. godine debitirao je za seniorsku momčad kluba. Nakon provedene četiri sezone otišao je u Nizozemsku, gdje je nastupao za Groningen i Twente. Dobre igre osigurale su mu transfer u Southampton gdje je odigrao više od 150 utakmica u svim natjecanjima. U lipnju 2018. godine prešao je u nizozemski klub Ajax.

## Vanjske poveznice
- Profil, Soccerbase (engl.)
- Dušan Tadić na stranici Reprezentacija.rs (srp.)